# Ruderclub Westfalen Herdecke 1929

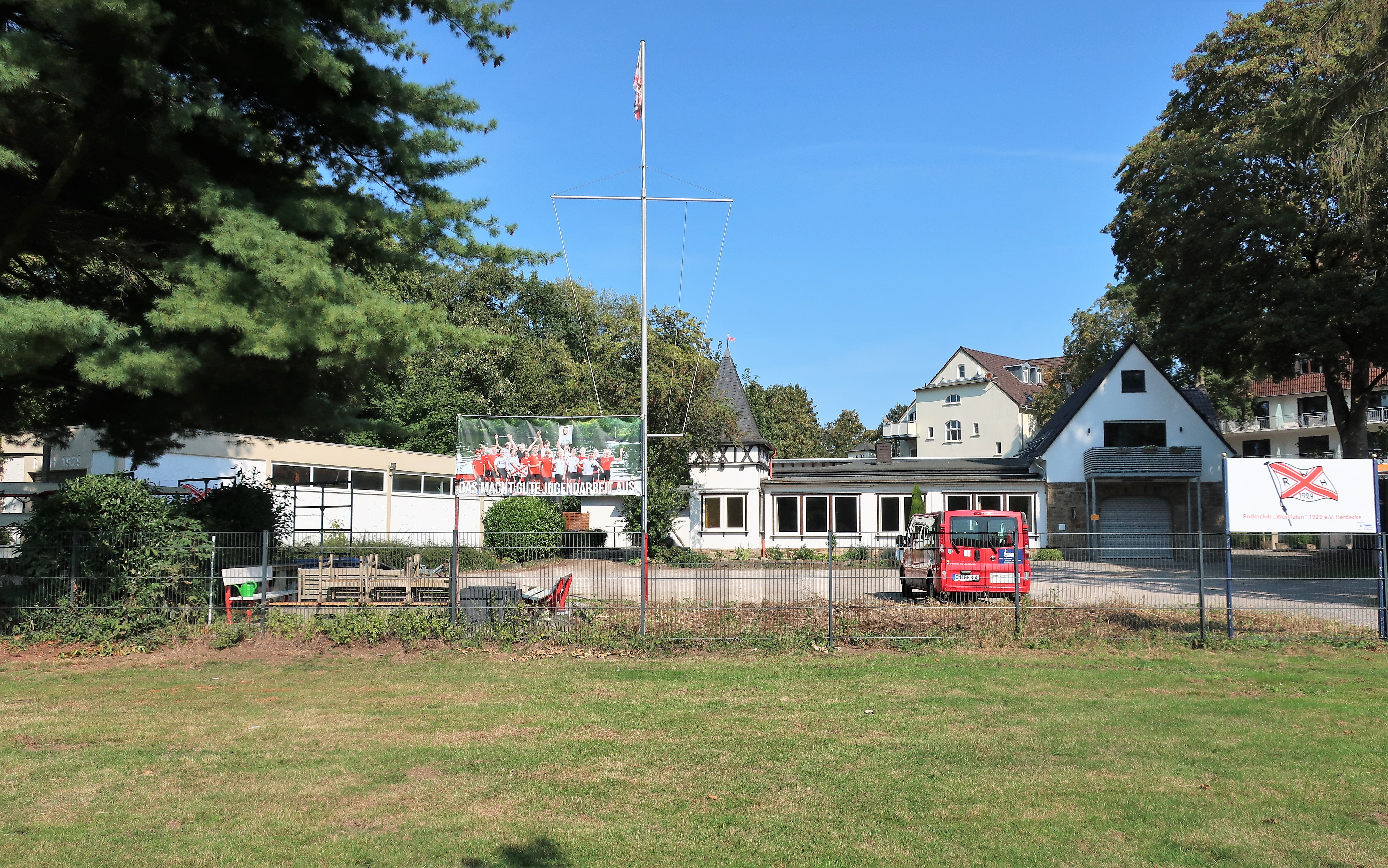
Vereinsgelände

Der Ruderclub Westfalen Herdecke 1929 (Eigenschreibweise: Ruderclub „Westfalen“ Herdecke 1929) ist ein Sportverein in Herdecke.

## Geschichte und Lage
Der Verein wurde am 29. Oktober 1929 gegründet. Ab 1932 hatte der Verein auch eine Damenriege. Das erste Bootshaus wurde 1930 an der Ruhr fertig gestellt. Nachdem im Zweiten Weltkrieg die Staumauer der Möhnetalsperre zerbombt wurde, vernichtete die Springflut auch das Herdecker Bootshaus. 1950 wurde das neue Bootshaus neben der Gaststätte Zweibrücker Hof errichtet und seither mehrfach modernisiert und erweitert.
Wanderrudern findet auf der Ruhr statt, die Leistungssportler trainieren auf der Ruhr oder auf dem Harkortsee.

## Bekannte Sportler
Matthias Mellinghaus war bei den Olympischen Spielen 1988 erster und bisher einziger Goldmedaillengewinner des Vereins, als er mit dem Deutschland-Achter siegte.
Johannes Weißenfeld war der andere olympische Medaillengewinner des Vereins, der bei den erst 2021 ausgetragenen Olympischen Spielen in Tokio Silber mit dem Deutschland-Achter gewann. Von 2017 bis 2019 erruderte Weißenfeld im Achter drei Weltmeistertitel und von 2017 bis 2020 vier Europameistertitel.
Astrid Hengsbach erruderte die Silbermedaille bei den Paralympics 2012 im LTA-Mixed-Vierer mit Steuerfrau.
Sonja Petri ruderte in den 1980er Jahren in den damals noch nicht olympischen Leichtgewichts-Booten. Sie gewann bei den Weltmeisterschaften 1985 Gold im Leichtgewichts-Vierer ohne Steuerfrau. es folgten Silber 1987 sowie Bronze 1986 und 1988.
Markus Bräuer erkämpfte bei den Weltmeisterschaften 1991 die Bronzemedaille mit dem Vierer ohne Steuermann, wobei die anderen drei Ruderer im Boot vom Ruderclub Hansa von 1898 aus der Nachbarstadt Dortmund kamen.
Nadine Schmutzler gewann zwei Silbermedaillen bei den Weltmeisterschaften 2006 und 2007 sowie eine Silbermedaille bei den Europameisterschaften 2007. Sie war damit die erste Medaillengewinnerin des Vereins bei Europameisterschaften.

## Breitensport
Der Verein bietet neben dem Rudersport auch einen Lauftreff und Gymnastik an. Jedes Jahr wird ein Nikolauslauf ausgetragen.